# Fuoco grande
Fuoco grande è un romanzo breve incompiuto di Cesare Pavese e Bianca Garufi pubblicato nel 1959.

## Storia editoriale
Verso la fine degli anni cinquanta venne ritrovato tra le carte di Pavese un romanzo che risale al 1946 scritto a quattro mani: i capitoli dispari, di Pavese, si pongono dal punto di vista del protagonista maschile, Giovanni; quelli pari, scritti da Garufi, sono dal punto di vista di Silvia, la protagonista femminile.
Scrive Garufi nella introduzione alla prima edizione "Nel romanzo, che procede a capitoli alterni, un capitolo scritto da Pavese e uno da me, Pavese seguiva la vicenda dal punto di vista dell'uomo, Giovanni; io facevo altrettanto dal punto di vista della donna, Silvia. Una collaborazione dalla quale scaturisce una narrazione che non ha precedenti: lo scambio del punto di vista, con un gioco di emozioni che porta il racconto ad una tensione estrema".
Pavese aveva scelto come titolo per il romanzo "Viaggio nel sangue" ma esso fu mutato in "Fuoco Grande" dall'editore Einaudi, come ci conferma Garufi nella sua introduzione al romanzo, prendendo lo spunto dai termini usati dalla serva Catina (focu rranni).
L'idea di scrivere questo romanzo venne ai due scrittori mentre erano entrambi a Roma però, a causa dei loro continui spostamenti, i capitoli dovettero scambiarseli per posta. I capitoli erano accompagnati da brevi riflessioni su quello che scrivevano e ciò per rispettare i temi che si erano proposti di affrontare nel romanzo. Pochi argomenti come il viaggio verso Maratea, la madre e il conflitto con lei, i paesaggi; il resto è affidato tutto alla fantasia.
I capitoli non seguono un piano disegnato in partenza ma ogni volta si riallacciano alla fine del capitolo precedente. Cesare Pavese in una lettera inviata a Bianca Garufi descrive ciò che questo libro ha suscitato in lui: "sapevo bene, imbarcandomi in questo libro, che questa impresa avrebbe portato a galla tutto il pus che abbiamo dentro, e non spavento delle parole, ma so che queste parole esprimono un subconscio che ha avuto ed ha per noi un significato non soltanto letterario".
Il romanzo è stato pensato nei primi mesi del 1946 quando Cesare Pavese stava scrivendo i Dialoghi con Leucò e le poesie La terra e la morte che verranno pubblicate postume nel volume Verrà la morte e avrà i tuoi occhi mentre Garufi è impegnata in traduzioni e nel lavoro. La distanza che li separa rende difficile riguardare quanto svolto per "Fuoco Grande" nonostante la loro fervida corrispondenza e il romanzo viene dunque interrotto all'undicesimo capitolo, accantonato e scoperto solo dopo la morte dello scrittore avvenuta nel 1950.
Così scrive Garufi nell'introduzione: "All'undicesimo capitolo, il romanzo si interrompe. Nella nostra prima intenzione, questo doveva essere solo l'inizio di una narrazione più vasta. Infatti sia il dattiloscritto appartenente a Pavese che quello da me conservato, erano corredati (oltre che da schizzi a matita della pianta di Maratea e della pianta dei due piani della casa materna di Silvia) da nostri appunti su quello che avrebbe dovuto essere il seguito della vicenda, cioè la vita di Silvia e dell'avvocato fuggiti in città, un amore tra Giovanni e Flavia, il suicidio di Silvia. Ma l'interruzione del racconto al culmine del viaggio di Silvia e della sua famiglia quando il segreto di Silvia e della sua famiglia è svelato, fa sì che la carica emotiva e la tensione narrativa raggiunta dalla vicenda in quel punto può considerare il romanzo non come una parte, ma come un'opera in sé compiuta".

## Trama
Silvia, che non è più ritornata a casa dal giorno in cui è fuggita dopo la violenza subita dal patrigno, riceve un telegramma dalla madre alla vigilia di Natale e viene a sapere che il figlio Giustino (nato a seguito del rapporto sessuale subito), spacciato come suo fratellastro per salvare le apparenze, sta morendo.

Si reca da Giovanni, che la ama ma che lei non riesce ad amare, e gli chiede se vuole aiutarla. Con il treno si recano in Basilicata, a Maratea
e Silvia presenta Giovanni alla madre e al patrigno, l'avvocato Dino, come il suo fidanzato. Durante la notte muore Giustino e l'indomani si celebrano i funerali del bambino. Silvia è decisa a ripartire, ma poi si lascia convincere dal patrigno a rimanere per la fiera di Lauria dove si recherà l'indomani con lui, senza Giovanni e la madre.
Mentre Dino e Silvia sono a Lauria, Giovanni si intrattiene con la madre della ragazza e, da alcune frasi dette da lei, comprende finalmente la verità. Il romanzo si interrompe con questa rivelazione

## Edizioni
- Cesare Pavese - Bianca Garufi, Fuoco grande, collana I coralli, Einaudi, 1959,  pp. 105, cap. 11.